# 北条泰時
北条 泰時（ほうじょう やすとき）は、鎌倉時代前期の武将。鎌倉幕府第2代執権・北条義時の長男で、鎌倉幕府第3代執権（在職：貞応3年（1224年） - 仁治3年6月15日（1242年7月14日））。御成敗式目を制定した人物である。在位18年と、鎌倉幕府の執権職を最も長く務めた。

## 生涯

### 出生から承久の乱まで
寿永2年（1183年）、北条義時の長男として生まれる。幼名は金剛。『吾妻鏡』は同年の記事が欠落しており、泰時の誕生記事はない。生母についても『吾妻鏡』には何も記されておらず、『鎌倉年代記』『武家年代記』『系図纂要』に御所の女房の阿波局と記されているのみで出自は不明。おそらくは妾（側室）で泰時は庶長子だったと思われる。父の義時は21歳、祖父の時政ら北条一族と共に源頼朝の挙兵に従い鎌倉入りして3年目の頃である。
泰時が10歳の頃、御家人多賀重行が泰時と擦れ違った際、重行が下馬の礼を取らなかったことを頼朝に咎められた。頼朝の外戚であり、幕政中枢で高い地位を持っていた北条は、他の御家人とは序列で雲泥の差があると頼朝は主張し、重行の行動は極めて礼を失したものであると糾弾した。頼朝の譴責に対して重行は、自分は非礼とみなされるような行動はしていない、泰時に問い質すよう頼朝に促した。そこで泰時に事の経緯を問うと、重行は全く非礼を働いていないし、自分も非礼だと思ってはいないと語った。しかし頼朝は、重行は言い逃れのために嘘をつき、泰時は重行が罰せられないよう庇っていると判断し、重行の所領を没収し、泰時には褒美として剣を与えた。『吾妻鏡』に収録されるこの逸話は、泰時の高邁な人柄と、頼朝の泰時に対する寵愛を端的に表した話と評されている。
『吾妻鏡』によれば、建久5年（1194年）2月2日に13歳で元服、幕府にて元服の儀が執り行われ、烏帽子親となった初代将軍・源頼朝から偏諱（「頼」の1字）を賜って頼時（よりとき）と名乗る。後に泰時と改名した時期については不明とされているが、『吾妻鏡』を見ると、正治2年（1200年）2月26日条の段階で「江間大郎頼時」となっていたものが、建仁元年（1201年）9月22日条の段階では「江馬太郎殿泰時」（「間」と「馬」、「大」と「太」は単なる表記違いであろう）と変わっていることから、この間に改名を行ったものと考えられる。改名した理由も不明だが、この時期は烏帽子親である頼朝が亡くなった正治元年（1199年）の直後であり、頼朝の死も関係しているものとみられる。
また元服の際には、同時に頼朝の命によって三浦義澄の孫娘との婚約が決められており、改名後の建仁2年（1202年）8月23日には三浦義村（義澄の子）の娘（矢部禅尼）を正室に迎えた。翌建仁3年（1203年）に嫡男時氏が生まれるが、後に義村の娘とは離別し、安保実員の娘を継室に迎えている。義村の娘との離縁の時期や理由は不明だが、実員の娘が次男時実を建暦2年（1212年）に産んでいる事から、それ以前には離縁したものと考えられる。
建仁3年（1203年）9月には、比企能員の変で比企討伐軍に加わっている。建暦元年（1211年）に修理亮に補任する。建暦2年（1212年）5月、異母弟で義時の前室の子であり北条家の嫡子であったと考えられる次郎朝時が第3代将軍・源実朝の怒りを買って父義時に義絶され、失脚している。建暦3年（1213年）の和田合戦では父・義時と共に和田義盛を滅ぼし、戦功により陸奥遠田郡の地頭職に任じられた。建保6年（1218年）には父義時から侍所の別当に任じられる。承久元年（1219年）には従五位上・駿河守に叙位・任官される。
承久3年（1221年）の承久の乱では、39歳の泰時は幕府軍の総大将として上洛し、後鳥羽上皇方の倒幕軍を破って京へ入った。戦後、新たに都に設置された六波羅探題北方として就任し、同じく南方には共に大将軍として上洛した叔父の北条時房が就任した。以降京に留まって朝廷の監視、乱後の処理や畿内近国以西の御家人武士の統括にあたった。

### 第3代執権
貞応3年（1224年）6月、父・義時が急死したため、鎌倉に戻ると継母の伊賀の方が実子の政村を次期執権に擁立しようとした伊賀氏事件が起こる。伯母である尼御台・北条政子は大江広元と協議をして、泰時と時房を御所に呼んで両名を執権に任命し、伊賀の方らを謀反人として処罰した。泰時は政子の後見の元、家督を相続して42歳で第3代執権となる。ただし、政子が泰時を任命したのは、当時「軍営御後見」と呼ばれていた将軍の後見役であり、泰時こそが執権制度の創設者で彼が初代の執権であったとする説もある（後述）。
伊賀の方は幽閉の身となったが、担ぎ上げられた異母弟の政村や事件への荷担を疑われた有力御家人の三浦義村は不問に付せられ、流罪となった伊賀の方の兄弟の伊賀光宗・朝行・光重も政子の死後間もなく許されて復帰している。義時の遺領配分に際して泰時は弟妹に多く与え、自分はごく僅かな分しか取らなかった。政子はこれに反対して取り分を多くし、弟たちを統制させようとしたが、泰時は「自分は執権の身ですから」として辞退したという（ただし、泰時は和田合戦や承久の乱の戦功で恩賞として得た所領があった上、父・義時もその時の恩賞で得た所領の一部を既に泰時に譲っていた）。伊賀氏事件の寛大な措置、弟妹への融和策は当時の泰時の立場の弱さ、家督相続人ではなかったのに突然家督を相続したことによる自身の政治基盤の脆弱さ、北条氏の幕府における権力の不安定さの現れでもあった。泰時は新たに北条氏嫡流家の家政を司る「家令」を置き、信任厚い家臣の尾藤景綱を任命し、他の一族と異なる嫡流家の立場を明らかにした。これが後の得宗・内管領の前身となる。
ただし、伊賀氏事件については、伊賀の方謀反の風聞を泰時自身が否定しており、『吾妻鏡』でも伊賀の方が謀反を企てたとは一度も明言しておらず、政子に伊賀の方らが処分された事のみが記されている。そのため伊賀氏事件は、鎌倉殿や北条氏の代替わりによる自らの影響力の低下を恐れた政子が、義時の後室・伊賀の方の実家である伊賀氏を強引に潰すためにでっち上げた事件で、泰時は政子の画策には乗らずに事態を沈静化させたとする説もある。
また、通説では泰時と時房が「両執権」と呼ばれる複数執権体制をとったとされているが、『明月記』によると伊賀氏事件の最中である7月13日の時点で時房は再入京しており、翌嘉禄元年（1225年）6月15日まで六波羅探題として在京して活動している。その間の時期の関東下知状は泰時の単独署判で発給されており、時房が泰時と並んで連署を行うのは嘉禄元年に鎌倉に下向してからのことであるため、時房の連署（副執権）就任は実際には嘉禄元年6月以降と考えられる。一方で『吾妻鏡』によると翌嘉禄元年（1225年）の元日の埦飯を沙汰したのは時房とされており、時房の京都帰還はそれ以降であって、それまで義時が務めていた元日の埦飯沙汰を時房が務めていることから、泰時と時房の間でどちらが幕政を主導するかで水面下の権力闘争があった可能性を指摘する説もある。これに対して市河文書の中に泰時が時房の家臣本間氏に対して鎌倉武士の人事について書き送った貞応3年11月13日付書状があることから、もし泰時と時房がともに鎌倉にいるならわざわざ書状を送る必要はないため、やはりこの時点でも時房は在京していたとする指摘もある。また時房はこの時期、六波羅探題の職務を務めながら在京御家人のように京と鎌倉を往復していたとする推測もある。
嘉禄元年（1225年）6月に有力幕臣・大江広元が没し、7月には政子が世を去って幕府は続けて大要人を失った。泰時は死去直前の政子に、政子逝去の後は遁世すると言ったが、天下を鎮守することが恩に報いることになると出家を諫められたという噂が『明月記』の断簡に記されている。後ろ盾となり、泰時を補佐してくれた政子の死は痛手であったが、同時に政子の干渉という束縛から解放され、泰時は独自の方針で政治家としての力を発揮できるようになった。
泰時は難局にあたり、頼朝から政子にいたる専制体制に代わり、集団指導制、合議政治を打ち出した。叔父の時房を京都から呼び戻してそれぞれの長男である時氏と時盛を後継の六波羅探題とする。その後、泰時は御所新造計画（後述）を主導して政子・広元亡き後の幕政の主導者であることを示すと共に、時房とは協力体制を確立させ、こうして「両執権」と呼ばれる複数執権体制が確立され、やがて次位のものは後に「連署」と呼ばれるようになる。泰時は続いて三浦義村ら有力御家人代表と、中原師員ら幕府事務官僚などからなる合計11人の評定衆を選んで政所に出仕させ、これに執権2人を加えた13人の「評定」会議を新設して幕府の最高機関とし、政策や人事の決定、訴訟の採決、法令の立法などを行った。なお、「執権」という役職は評定衆を取りまとめる責任者として、この時に初めて設置されたとする説もある（時政・義時は後になって『吾妻鏡』の編者が過去に遡らせて「執権」と表記したとする）。
3代将軍源実朝暗殺後に新たな鎌倉殿として京から迎えられ、8歳となっていた三寅を元服させ、藤原頼経と名乗らせた。頼経は嘉禄2年（1226年）1月27日、正式に征夷大将軍となる。これに先立つ嘉禄元年12月20日、頼朝以来大倉にあった幕府の御所に代わり、鶴岡八幡宮の南、若宮大路の東側である宇都宮辻子に幕府を新造する。頼経がここに移転し、その翌日に評定衆による最初の評議が行われ、以後はすべて賞罰は泰時自身で決定する旨を宣言した。この幕府移転は規模こそ小さいもののいわば遷都であり、将軍独裁時代からの心機一転を図り、合議的な執権政治を発足させる象徴的な出来事だった。反面、これによって鎌倉殿＝征夷大将軍は実権を奪われて名目上の存在になった。もっとも、鎌倉殿＝征夷大将軍あっての執権であることは泰時自身が一番理解しており、評定衆の会議で決められた事は常に鎌倉殿＝征夷大将軍に報告し、京都の例に倣って鎌倉大番役や四角四堺祭などを導入して、幕府の最高権威はあくまでも鎌倉殿＝征夷大将軍であることを強調し続け、泰時本人が主従関係の模範になろうとした。
また、鎌倉の町に戸主や保などの京都と同じ都市制度を導入し、鎌倉の海岸に宋船も入港した和賀江島の港を援助して完成させたのも泰時だった。
一方、家庭内では嘉禄3年（1227年）6月18日に16歳の次男時実が家臣に殺害された。3年後の寛喜2年（1230年）6月18日には長男の時氏が病のため28歳で死去し、1ヶ月後の7月に三浦泰村に嫁いだ娘が出産するも子は10日余りで亡くなり、娘自身も産後の肥立ちが悪く8月4日に25歳で死去するなど、立て続けに不幸に見舞われた。

### 御成敗式目
承久の乱以降、新たに任命された地頭の行動や収入を巡って各地で盛んに紛争が起きており、また集団指導体制を行うにあたり抽象的指導理念が必要となった。紛争解決のためには頼朝時代の「先例」を基準としたが、先例にも限りがあり、紛争の多くで条件が以前の先例とは変化していた。泰時は京都の法律家に依頼して律令などの貴族の法の要点を書き出してもらい、毎朝熱心に勉強した。泰時は「道理」（武士社会の健全な常識）を基準とし、先例を取り入れながらより統一的な武士社会の基本となる「法典」の必要性を考えるようになり、評定衆の意見も同様であった。
泰時を中心とした評定衆たちが案を練って編集を進め、貞永元年（1232年）8月、全51ヶ条からなる幕府の新しい基本法典が完成した。はじめはただ「式条」や「式目」と呼ばれ、後に裁判の基準としての意味で「御成敗式目」、あるいは元号をとって「貞永式目」と呼ばれるようになる。完成に当たって泰時は六波羅探題として京都にあった弟の重時に送った2通の手紙の中で、式目の目的について次のように書いている。
『御成敗式目』は日本における最初の武家法典である。それ以前の律令が中国法、明治以降現代までの各種法律法令が欧米法の法学を基礎として制定された継受法であるのに対し、式目はもっぱら日本社会の慣習や倫理観に則って独自に創設された固有法という点で日本法制史上特殊な地位を占める。
数年前から天候不順によって国中が疲弊していたが、寛喜3年（1231年）には寛喜の飢饉が最悪の猛威となり、それへの対応に追われた。御成敗式目制定の背景にはこの社会不安もある。

### 晩年
寛喜2年（1230年）、泰時は嫡男・時氏に代わって異母弟の北条重時を六波羅探題北方、その後任の小侍所別当には同じく異母弟の北条実泰を命じた。いずれも北条氏一門でも特に泰時が信頼する人物であった。後に実泰が病で引退すると、時氏の長男である北条経時と実泰の長男である北条実時が交互に別当の地位に就いた。
嘉禎元年（1235年）、石清水宮と興福寺が争い、これに比叡山延暦寺も巻き込んだ大規模な寺社争いが起こると、強権を発して寺社勢力を押さえつけた。興福寺、延暦寺をはじめとする僧兵の跳梁は、院政期以来朝廷が対策に苦しんだところであったが、幕府が全面に乗り出して僧兵の不当な要求には断固武力で鎮圧するという方針がとられた。
暦仁元年（1238年）、藤原頼経が上洛し、泰時・時房・実時、そして泰時の孫である経時・時頼兄弟らもこれに随行した。この最中に泰時は武蔵守を時房の息子で自分の娘婿である朝直に譲っている。そして、仁治元年（1240年）1月24日に時房が死去すると、泰時は以降は単独で執権の職を行った。時房の長男である六波羅探題南方の時盛が急遽鎌倉に戻って鎌倉に留まり執権に伺候することを幕府に上申したが受諾されなかったという。また、時房の死の直前の延応元年（1239年）12月5日には三浦義村も病死しており、京の人々は2人の死を後鳥羽上皇の怨霊の仕業であると噂したという。
仁治2年（1241年）11月25日、泰時は経時・実時を自邸に呼んだ上で、三浦泰村・後藤基綱ら有力御家人や二階堂行盛・太田康連ら実務官僚たちを招集し、経時を自分の後継者として指名して実時にその補佐を依頼している。
仁治3年（1242年）に四条天皇が崩御したため、順徳天皇の皇子・忠成王が新たな天皇として擁立されようとしていたが、泰時は父の順徳天皇がかつて承久の乱を主導した首謀者の一人であることからこれに強く反対し、忠成王の即位が実現するならば退位を強行させるという態度を取り、貴族達の不満と反対を押し切って後嵯峨天皇を推戴、新たな天皇として即位させた。この強引な措置により、九条道家ら京都の公家衆の一部から反感を抱かれ、彼らとの関係が後々悪化した。だが当初は忠成王を支持していた道家の岳父である関東申次の西園寺公経は幕府の意向を知ると孫娘姞子を後嵯峨の中宮とするなど態度を豹変させている。また新天皇の外戚（大叔父）である土御門定通は泰時の妹である竹殿を妻としていたため、以後泰時は定通を通じて朝廷内部にも勢力を浸透させていくことになる。

### 最期
仁治2年（1241年）6月27日に泰時は体調を崩しており騒ぎになった（『吾妻鏡』）。この時は7月20日に回復している（『吾妻鏡』）。
仁治3年（1242年）5月9日、出家して上聖房観阿（じょうしょうぼうかんあ）と号した（『鎌倉年代記』裏書）。この時、泰時の異母弟の朝時をはじめ、泰時の家来50人ほども後を追って出家した。ただし朝時は他の御家人たちより1日遅れて出家しており、京都の公家の日記である『平戸記』仁治3年5月17日条では「日頃疎遠な兄弟であるのに」と驚きと不審を持って噂されている。
1ヶ月半後の6月15日に死去した。享年60。奇しくも、義時、政子、大江広元と、北条氏政権で枢要な地位にあった人物も泰時と同じ6月から7月にかけて没しており、また承久の乱で三上皇が配流されたのも同じ季節だったことや、6月15日が宇治川を突破して泰時が入洛した日に当たることなどから、巷では義村と時房が相次いで死去した時と同様に後鳥羽上皇の怨霊による祟りではないかという風聞が流布した。
実際の死因は京都の公家の日記である『経光卿記抄』6月20日条よると、日頃の過労に加えて赤痢を併発させ、6月26日条では高熱に苦しみ、さながら平清盛の最期のようだったと伝えている。皇位継承問題が大きな心労になったともされている。また『平戸記』5月26・28日条によれば、幕府側は京都と鎌倉の交通を遮断して、将軍・頼経の父である九条道家の使者さえも途中で追い返した。
死の翌日に第4代執権には孫の北条経時（早世した長男・時氏の長男）が就任した（『尊卑分脈』『系図纂要』）。
また、泰時の危篤を知らせる使者が六波羅探題に派遣され、重時だけが鎌倉に戻るように命じられたにもかかわらず、泰時に執権（連署）就任を拒まれた時房の長男・時盛が今度は無断で鎌倉に戻って自らの執権（連署）への就任を図るが、再び拒絶されて失脚している（仁治三年の政変）。
後白河、後鳥羽院政が強力だった承久の乱以前の幕府は御家人の権益を擁護して旧勢力と対抗する立場にあったが、院政の実質的機能が失われた承久の乱以降は、幕府は貴族・寺社等の旧勢力と、地頭・御家人勢力との均衡の上に立って、両者の対立を調停する権力として固定した。父の義時の偉業を継いで北条執権体制を軌道に乗せた泰時は、名執権と称えられる。

## 名称
「北条泰時」は便宜上の歴史用語である。前述のように元服後の名乗りは江間太郎（江間村の領主の長男）、父の任官後は「相模太郎」（相模守の長男）を称し、その後も「相模修理亮泰時」と称するなど、生涯一度も北条と名乗った形跡は無い。少なくとも吾妻鏡を見る限り、同じく相模太郎を称したいわゆる北条時宗をはじめ、泰時以降の歴代北条氏で実際に北条と名乗った者はごく僅かである。

## 人物・逸話

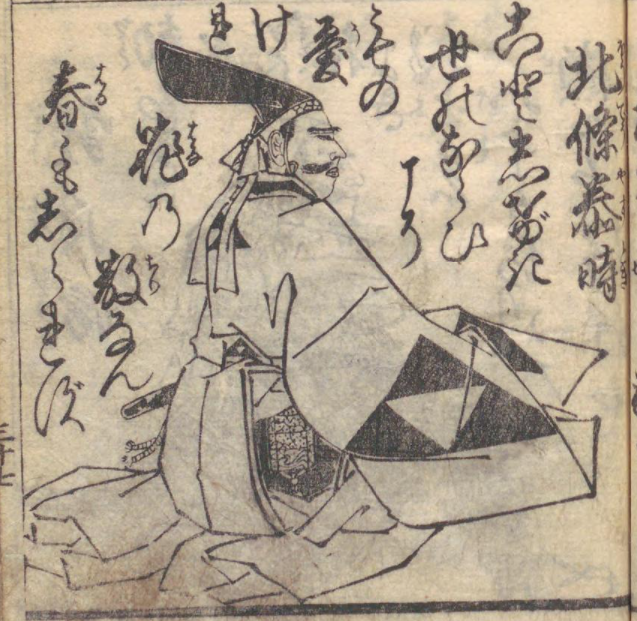
『英雄百首』の泰時。画：歌川貞秀

泰時は人格的にも優れ、武家や公家の双方からの人望が厚かったと肯定的評価をされる傾向にある。同時代では、参議・広橋経光などが古代中国の聖人君子（堯、舜）にたとえて賞賛している。しかし一方で近衛兼経などは承久の乱後の朝廷に対する厳正な措置を恨み、泰時を平清盛に重ねて悪評を下している。このような公家の一部の悪感情を反映してか泰時の死に際しては後鳥羽上皇の祟りも噂された。
『承久記』によると、承久の乱の際には慎重論者であったが即時出撃論者の大江広元に促され従者18人のみを連れて鎌倉を発向したという。上横手雅敬は、泰時の主張が通された場合、幕府側の団結が崩れたこともあり得たのであって、この時の泰時の態度は彼の生涯における最大の過誤であったとしている。
泰時の政治は当時の鎌倉武士の質実剛健な理想を体現するとされ、彼のすぐれた人格を示すエピソードは多く伝えられる。『沙石集』は泰時を「まことの賢人である。民の嘆きを自分の嘆きとし、万人の父母のような人である」と評した。道理を愛し、裁判の際には「道理、道理」と繰り返し、道理に適った話を聞けば「道理ほど面白きものなし」と言って感動して涙まで流したと伝えている。
例えば次のような話が『沙石集』にある。
1. 九州に忠勤の若い武士があった。彼の父は困窮のため所領を売り払う破目に陥った。彼は苦心してそれを買い戻し父に返してやった。しかし父は彼に所領を与えず、どういったわけか全て彼の弟に与えてしまったため、兄弟の間で争論があり、泰時の下で裁判となった。立ち会う泰時は、初め兄の方を勝たせたいと思った。しかし、弟は正式の手続きを経ており、御成敗式目に照らすと弟が明らかに有利である。泰時は兄に深い同情を寄せながらも弟に勝訴の判決を下さざるを得なかった。泰時は兄が不憫でならなかったので、目をかけて衣食の世話をしてやった。兄はある女性と結婚して、非常に貧しく暮らした。ある時、九州に領主の欠けた土地が見つかったので、泰時はこれを兄に与えた。兄は「この2、3年妻にわびしい思いばかりさせておりますので、拝領地で食事も十分に食べさせ、いたわってやりたいと思います」と感謝を述べた。泰時は「立身すると苦しい時の妻を忘れてしまう人が世の中には多い。あなたのお考えは実に立派だ」と言って旅用の馬や鞍の世話もしてやった。
2. ある地頭と領家が争論した際、領家の言い分を聞いた地頭は直ちに「負けました」と言った。泰時は「見事な負けっぷりだ。明らかな敗訴でも言い訳をするのが普通なのに、自分で敗訴を認めた貴殿は実に立派で正直な人だ。執権として長い間裁判をやってきたが、こんなに嬉しい事は初めてだ」と言って涙ぐんで感動した。
3. 源頼家に仕えていた19歳の頃、頼家が蹴鞠に凝って幕政を顧みないことを憂いて諫言したことがある。寛喜の飢饉の際、被害の激しかった地域の百姓に関しては税を免除したり、米を支給して多くの民衆を救ったという逸話がある。この際には民衆を慮って質素を尊び、畳、衣装、烏帽子などの新調を避け、夜は燈火を用いず、酒宴や遊覧を取りやめるなど贅沢を禁止した。晩年に行った道路工事の際には自ら馬に乗って土石を運んだ事もある。

このように誠実に仕事をこなしたため公家や民衆からも評判がよく、泰時が植えた柳の日陰で休む旅人が泰時に感謝する逸話もある。
鎌倉幕府北条氏による後世の編纂書『吾妻鏡』には、泰時に関する美談が数多く記されているが、中には他人のエピソードを流用している作為も見られる（吾妻鏡#得宗家の顕彰参照）。それ以外にも泰時に不都合な事実を隠蔽・曲筆がされていることを窺わせる指摘もある。例えば、『吾妻鏡』には暦仁元年6月5日に藤原頼経が将軍就任の御礼をするために奈良の春日大社に参詣した際に泰時と時房が同行したことが記されているが、頼経の実父である九条道家の日記『玉蘂』には、泰時は三浦泰村・宇都宮泰綱と共に京都の留守を守っていたことが記されており、何らかの事情で泰時も同行したかのように曲筆されたと推定される（なお、三浦泰村・宇都宮泰綱も『吾妻鏡』には同行したと記されている）。
鎌倉幕府滅亡後、北条氏に対する評価は皇室に対する処遇を巡る大義名分論を中心に行われ、北条高時などが暗君として評価されているが、泰時は徳政を讃えられる傾向にある。南北朝時代には南朝方の北畠親房が『神皇正統記』において、江戸時代には武家の専横を批判する新井白石も肯定的評価をしている。一方で、江戸期の国学振興においては本居宣長や頼山陽などの国学者が泰時を批判するようにもなった。
五味文彦は、「実朝に最も直接的な影響を与えたのは北条泰時であった。泰時は実朝より約十歳の年上で、頼朝の徳政に学び、実朝の徳政を支えてきたことから、その徳政の延長上で武家の法典「御成敗式目」(貞永式目)を制定した。武家政権は泰時の段階に定着したが、幕府草創を担った頼朝や、後鳥羽上皇が推進した政治と文化に学び、武家の政治と文化の礎を築いた意味において、実朝の存在はもっと高く評価されるべきであろう」としている。

## 系譜
- 父：北条義時
- 母：阿波局[注釈 1]
- 妻：矢部禅尼…三浦義村の娘
  - 男子：北条時氏
- 妻：安保実員の娘
  - 男子：北条時実
- 生母不明
  - 男子：公義
  - 女子：藤原実春妻[注釈 11]
  - 女子：足利義氏妻[注釈 2]
  - 女子：三浦泰村妻
  - 女子：北条朝直妻
  - 女子：三浦泰村妻（継室）[48][注釈 12]

## 官歴
※日付は旧暦
- 建久5年（1194年）、2月2日、元服。

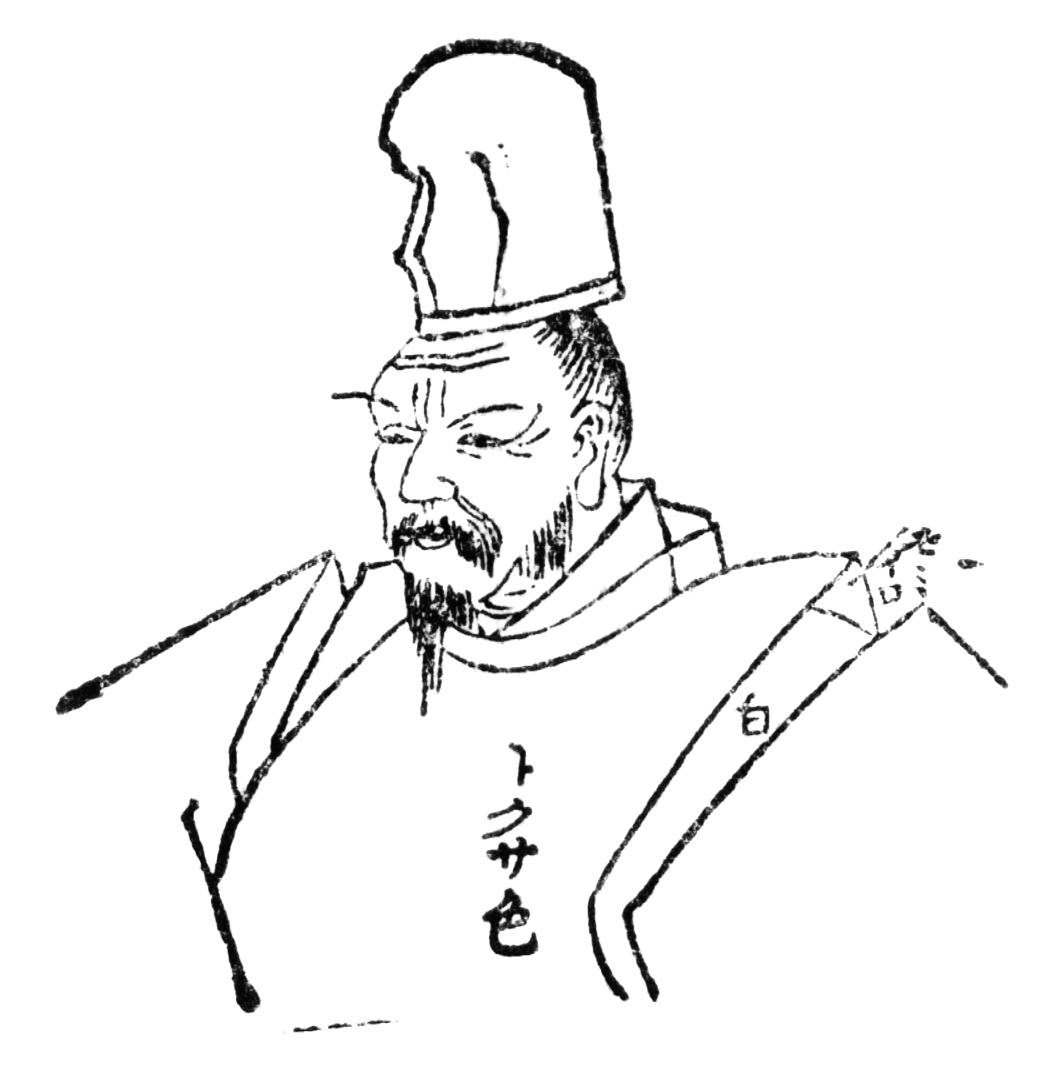
柳庵随筆、日本随筆大成第2期第9巻の泰時。画：栗原信充

- 建暦元年（1211年）、9月8日、修理亮に任官。
- 建保4年（1216年）、3月28日、式部丞に遷任。12月30日、従五位下に叙位。式部丞如元。
- 建保6年（1218年）、讃岐守に転任。
- 建保7年（1219年）、1月5日、従五位上に昇叙。讃岐守如元1月22日、駿河守に遷任11月13日、武蔵守に転任。
- 承久3年（1221年）、6月16日、幕府六波羅探題北方となる。
- 貞応3年（1224年）、6月17日、六波羅探題退任。6月28日、執権となる。
- 貞永元年（1232年）、4月11日、正五位下に昇叙。武蔵守如元。
- 嘉禎2年（1236年）、3月4日、従四位下に昇叙。武蔵守如元。12月18日、左京権大夫兼任。
- 嘉禎4年（1238年）、3月18日、従四位上に昇叙。左京権大夫・武蔵守如元。4月6日、武蔵守辞任。12月7日、左京権大夫辞任。
- 延応元年（1239年）、9月9日、正四位下に昇叙。
- 仁治3年（1242年）、5月9日、出家。6月15日、卒。享年60。法名常楽寺観阿。菩提所鎌倉市大船の粟船山常楽寺。

## 評価
同時代の公卿である藤原経光は「性稟廉直、道理を以て先となす。唐堯・虞舜の再誕と謂ふべきか」（『民経記』仁治3年6月20日条）と記している。一方、近衛兼経は「極重悪人」（『民経記』仁治3年6月26日条）と呼んで、その死を平清盛になぞらえている。
南朝の重臣北畠親房は『神皇正統記』において「大方泰時心ただしく政すなほにして、人をはぐくみ物におごらず、公家の御ことをおもくし、本所のわづらひをとどめしかば、風の前に塵なくして、天の下すなはちしづまりき」（下「後嵯峨」）と記している。
南北朝時代に成立した『太平記』は「貞応に武蔵前司入道（北条泰時）、日本国の大田文を作りて庄郷を分かちて、貞永に五十一箇条の式目を定めて、裁許に滞らず。されば上あへて法を破らざれば、下また禁を犯さず。世治まり民すなほなり（泰時が大田文を作成して荘園・国衙領の境界を明確化し、式目の制定によって裁判を迅速に進めて、自ら決して法を破らなかったために、世の中が治まり、民衆も平穏に暮らした）」（巻第三十五「北野通夜物語の事　付青砥左衛門事」）と記している。

## 偏諱を与えた人物

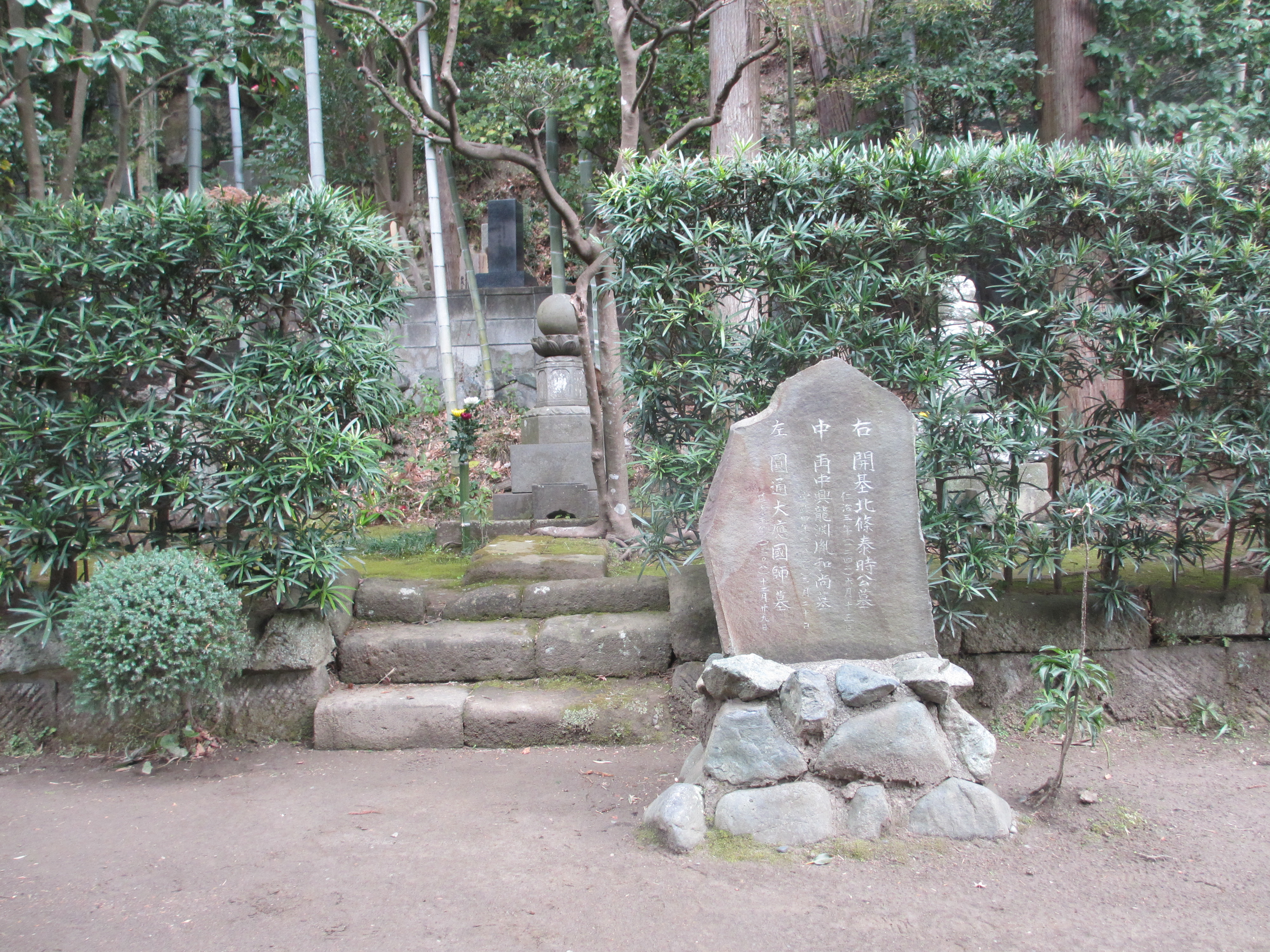
常楽寺墓石説明碑 常楽寺、鎌倉市大船5-8-29仏殿の背後

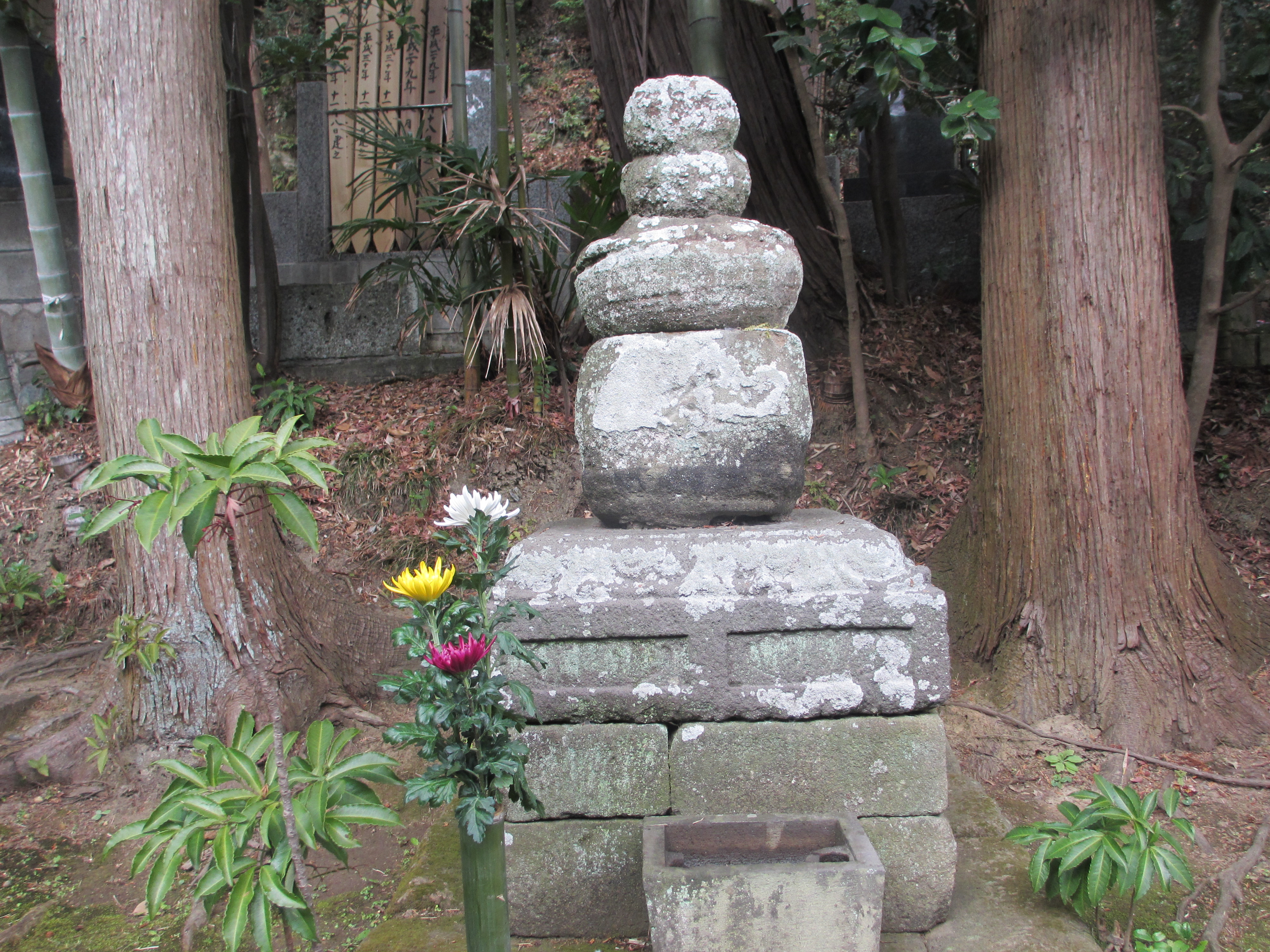
開基北條泰時公墓 常楽寺仏殿背後、向かって右

- 北条実泰（実弟、初め実義、金沢流祖）[注釈 13]
- 北条実時（甥（実泰の子））[注釈 14]
- 足利泰氏（外孫もしくは甥）[50][注釈 15][52][53]
- 安達泰盛[54]
- 宇都宮泰綱[53][55]
- 宇都宮泰親[53]（泰綱の兄・時綱の子）
- 大友泰直
- 野津原能泰
- 田北親泰
- 小田泰知（泰朝）（常陸小田氏）[53]
- 河越泰重[52][53][56]
- 工藤光泰[57]
- 佐々木泰綱（佐々木氏六角流）[52]
- 佐々木泰清（佐々木氏義清流）[52]
- 高岡泰重（小田泰知の実弟、常陸高岡氏祖）
- 武田信時[58]
- 千葉泰胤（千田泰胤）[52][53][59]
- 千葉泰秀[53]（秀胤の子）
- 長井泰秀[52]
- 長井泰重[52]
- 二階堂行泰（二階堂氏）[52]
- 畠山泰国（従兄弟）[53][60]
- 平賀惟泰（安芸平賀氏）[注釈 16]
- 三浦泰村（初め義弟、のち娘婿）[54][53][63][64][65]

ほか
泰時が執権在任の間は、将軍は藤原頼経であって、「泰」の字が泰時の偏諱であるのは確かであり、この字が「得宗→御家人」という形で授与される図式が成立していたことが研究で指摘されている。また、上記のほとんどが、泰時を元服時の烏帽子親とした者だが、泰時は歴代の中でも比較的高齢（42歳）で得宗家当主（および執権）となっており、一見すると世代がずれているような、足利泰氏などが対象になっているのは矛盾ではなく、実際の世代としては泰時の子・時氏や孫の経時・時頼とほぼ同じ人物が多いと言える。

## 関連作品
小説
- 近松秋江『明恵上人と泰時』（1937年）
- 近松秋江『明恵上人と泰時』（1941年）
- 大湊文夫『北条泰時 頼朝の理想を実現した男』（2018年、郁朋社）

戯曲
- 近松秋江『年代史劇北条泰時』（1927年）

テレビドラマ
- 草燃える（1979年、NHK大河ドラマ） - 演：尾美としのり→中島久之
- 鎌倉殿の13人（2022年、NHK大河ドラマ） - 演：坂口健太郎

アニメ
- まんが日本史（1983年） - 声：野田圭一

コンピューターゲーム
- チンギスハーン・蒼き狼と白き牝鹿IV（光栄）